# Murray, Kentucky
Murray är en stad Calloway County i västra Kentucky, USA. Murray är administrativ huvudort (county seat) i Calloway County. Staden har cirka 15 700 invånare. Den har enligt United States Census Bureau en area på 25,1 km². 
Samhället hade under sin historia flera olika namn. Det hette under 1820-talet Williston efter en invånare innan namnet ändrades till Pooltown efter en mecenat. Innan orten fick sitt nuvarande namn benämnas den Pleasant Hill. Det aktuella namnet kommer från John L. Murray som mellan 1837 och 1839 var regionens ledamot i amerikanska kongressen.